# Kolej dużych prędkości

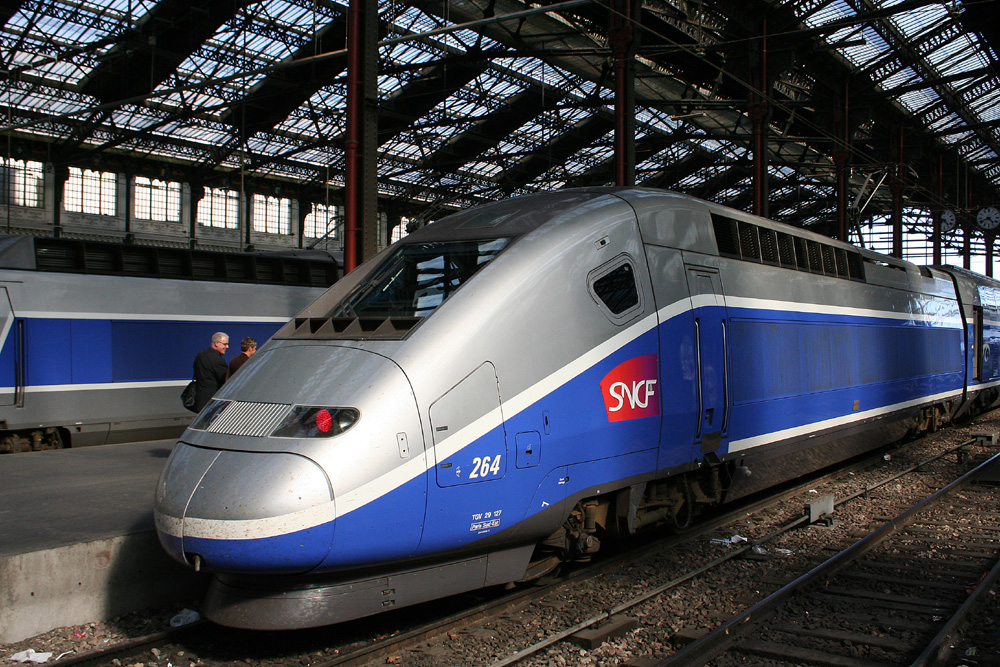
Jeden z filarów francuskich kolei, TGV Duplex, Gare de Lyon

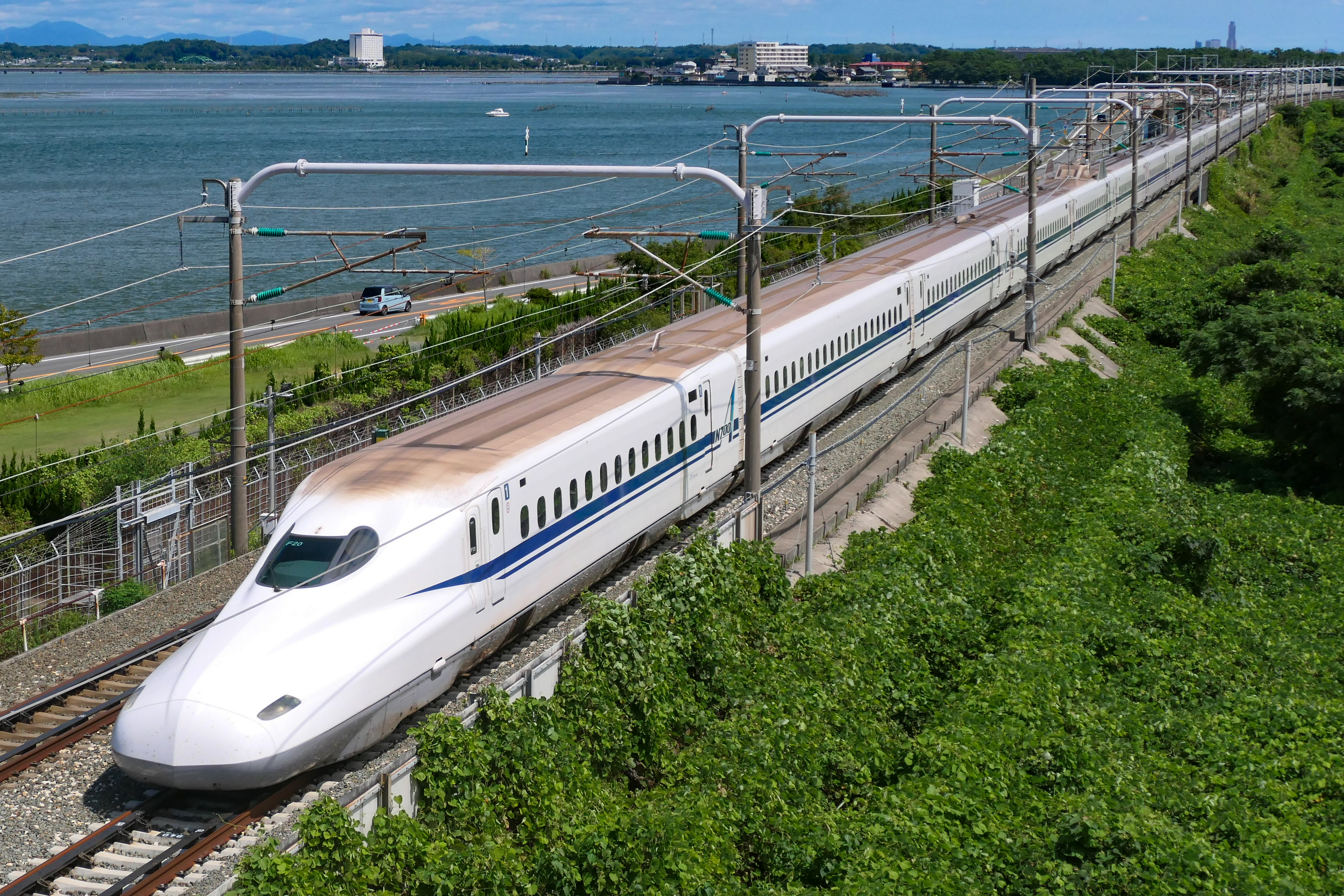
Shinkansen serii N700, Japonia

Kolej dużych prędkości (w skrócie KDP) – podsystem kolejowych przewozów pasażerskich charakteryzujący się znacznie większą prędkością handlową pociągów niż pozostałe rodzaje przewozów.
Termin kolej dużej prędkości odnosi się zwykle do całości usługi transportowej i związanej z nią infrastruktury, a nie tylko do taboru kolejowego. Tak więc do funkcjonowania kolei dużej prędkości niezbędne są nie tylko pociągi dużej prędkości, ale przede wszystkim specjalne linie kolejowe, zwykle także dworce kolejowe oraz odrębne systemy biletowe.

## Charakterystyka
Istotnym ograniczeniem systemów transportu pasażerskiego opartych na autostradach i portach lotniczych jest tzw. kongestia systemów transportowych, którą można rozumieć jako nasycenie ruchem samochodowych i lotniczych tras transportowych.
W wielu miastach na autostradach tworzą się korki drogowe w godzinach szczytu. Podobnie jest w przypadku portów lotniczych, które często działają na granicy maksymalnej przepustowości. Na tym tle KDP oferują możliwość przewiezienia bardzo dużej liczby pasażerów, z większymi prędkościami niż pozwalają na to samochody, przy uniknięciu zatorów drogowych.
Przewaga kolei dużych prędkości nad transportem samochodowym polega głównie na większym bezpieczeństwie oraz możliwości uzyskania dużo większej prędkości przejazdu na wybranych trasach. Dla podróży, dla których punktem startowym i docelowym nie są okolice dworców kolejowych czas ten staje się porównywalny z samochodem (bez uwzględnienia czasu związanego ze znalezieniem miejsca do zaparkowania i samym parkowaniem, oraz przy założeniu braku lub najwyżej obecności niewielkich korków drogowych), co jest argumentem często podnoszonym przez krytyków kolei dużych prędkości. Niemniej podróż koleją jest uważana za wygodniejszą niż samochodem oraz bardziej produktywną dla pasażerów, którzy nie muszą skupiać uwagi na prowadzeniu samochodu i mogą wykorzystać ten czas na inne zajęcia.
Prędkości osiągane przez współczesne odrzutowce pasażerskie są z reguły ok. trzykrotnie wyższe niż te, z jakimi poruszają się składy dużych prędkości. Tym niemniej, w przypadku podróży na trasach rzędu 400–800 km, czas podróży samolotem i pociągiem jest zwykle porównywalny. Składają się na to dwa główne czynniki:
- położenie lotnisk, zwykle w znacznym oddaleniu od centrów miast, a zatem wymagające pewnego czasu na dojazd do nich;
- procedura wsiadania i wysiadania z pociągu jest dużo prostsza i zajmuje mniej czasu niż odprawa pasażerów samolotu (szczególnie w warunkach obecnego zaostrzenia procedur bezpieczeństwa).

Budowa kolei dużych prędkości ma uzasadnienie w relacjach, w których istnieje bardzo duży popyt na przejazdy pasażerskie
(powyżej 5 mln osób rocznie), a odległości największej liczby przejazdów zamykają się w przedziale 200-800 km.
Najbardziej rozbudowane systemy kolei dużych prędkości istnieją w Chinach, Japonii, Francji, Niemczech, Hiszpanii, Włoszech, Wielkiej Brytanii i Korei Południowej.

### Prędkości
Kryterium uznania kolei za kolej dużej prędkości jest prędkość handlowa pociągów. Międzynarodowy Związek Kolei uznaje, że pociąg musi przekroczyć 250 km/h. To jednak nikogo nie zobowiązuje.
W krajach Unii Europejskiej kryteria zaliczenia do kolei dużych prędkości zostały określone w Załączniku I do dyrektywy Rady
96/48 z dnia 23 lipca 1996 r. w sprawie interoperacyjności transeuropejskiego systemu kolei dużych prędkości:
- jako linie zbudowane specjalnie dla dużych prędkości, pozwalające na osiąganie prędkości równej lub większej niż 250 km/h (i odpowiadający temu wymogowi tabor),
- jako linie o standardzie dostosowanym do dużych prędkości, pozwalające na osiąganie prędkości rzędu 200 km/h (i odpowiadający temu wymogowi tabor),
- jako linie o standardzie dostosowanym do dużych prędkości, które mają szczególne cechy będące rezultatem ograniczeń topograficznych lub planowania przestrzennego miast, na których prędkość musi być dostosowana do warunków (a tabor – przy największej możliwej prędkości na pozostałych liniach)[1].

W innych krajach stosuje się niższe progi prędkości kwalifikującej linię do kategorii kolei dużych prędkości i przykładowo w USA wynosi ona według Federal Railroad Administration od 110 mph (177 km/h) do 150 mph (241 km/h).
Pociąg na poduszce magnetycznej Maglev jest posiadaczem światowego rekordu prędkości wynoszącego 603 km/h. 
Obowiązujący rekord prędkości pojazdu szynowego (pociągu konwencjonalnego), poruszającego się po szynach wynosi 574,8 km/h, został uzyskany przez testowy zespół trakcyjny TGV V150 3 kwietnia 2007 we Francji.

## Historia

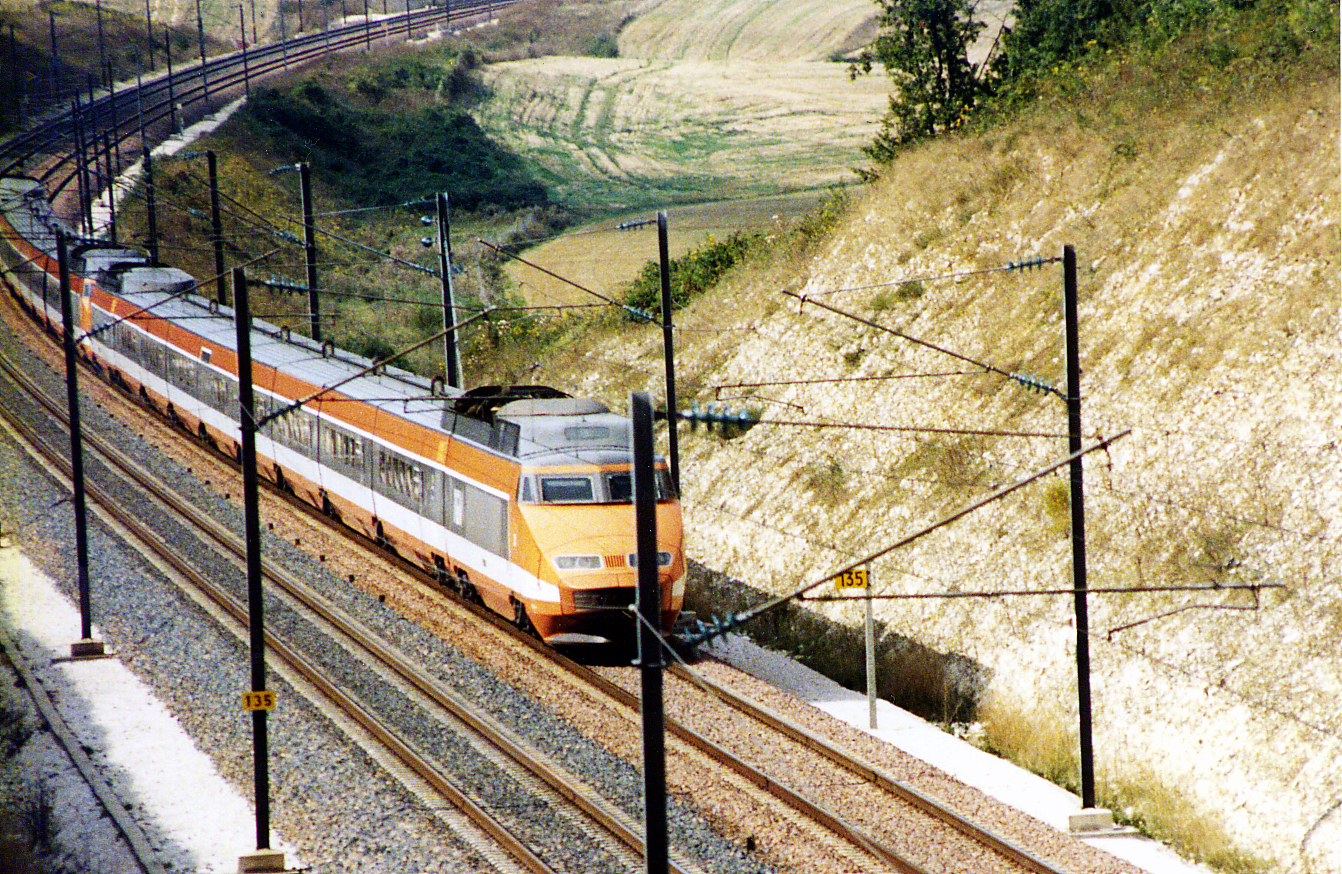
Składy TGV Sud-Est produkowane między 1978 a 1983, łączyły Paryż z Lyonem, osiągają prędkość 300km/h

Kolej była pierwszym efektywnym środkiem masowego transportu lądowego, pozostając do czasu upowszechnienia się transportu samochodowego w latach 20. XX w. monopolistą w tej dziedzinie. Po II wojnie światowej rozbudowa infrastruktury drogowej uczyniła transport samochodowy wydajnym środkiem komunikacyjnym, jednocześnie rozwijało się również lotnictwo cywilne. Transport kolejowy, szczególnie pasażerski, stracił na znaczeniu. W szczególności załamanie przeżyła kolej pasażerska w Stanach Zjednoczonych, gdzie władze federalne wspierały rozwój transportu lotniczego, nie angażując aż tak mocno swojej uwagi w transport kolejowy, jak miało to miejsce w Europie.
Transport drogowy, mimo posiadania wielu zalet, nie jest jednak rozwiązaniem zapewniającym wysoką prędkość podróży na odległościach rzędu 300-1000 km, szczególnie w obszarach silnie zurbanizowanych. Rozwój środków transportu szynowego, ukierunkowany na zwiększenie ich prędkości, rokował nadzieje na znaczne przyspieszenie tego typu podróży.
Pierwsza kolej dużej prędkości, we współczesnym znaczeniu tego określenia, powstała w Japonii. Linię kolejową Tōkaidō Shinkansen otwarto w 1964 r. Do tego czasu prędkości normalnych pociągów nie przekraczały 160 km/h. Pociągi klasy Shinkansen serii 0, zbudowane przez firmę Kawasaki Heavy Industries, osiągały prędkości rzędu 210 km/h na trasie Tokio – Nagoja – Kioto – Osaka.
Japońskie doświadczenia stały się inspiracją dla kolei francuskich. Francuzi jako pierwsi w Europie uruchomili w 1967 roku pociąg dużej prędkości Le Capitole jeżdzący z prędkością 200 km/h między Paryżem i Tuluzą. Był to zwykły elektrowóz z klasycznymi wagonami pasażerskimi. We Włoszech w 1976 roku uruchomiono pociąg Pendolino jeżdżący z prędkością 200 km/h. Francja, prowadząca doświadczenia nad wieloma metodami szybkiego transportu, ostatecznie zdecydowała się na budowę sieci kolei dużych prędkości w oparciu o tradycyjną technikę kolejową, wykorzystującą nowo wybudowane linie kolejowe i zespoły trakcyjne o specjalnej konstrukcji. Pierwszy pociąg TGV wyruszył na trasę Paryż – Lyon w 1981 roku z prędkością 260 km/h. Francuzi w kolejnych latach stopniowo podwyższali prędkość aż do osiągnięcia aktualnej prędkości pociągów pasażerskich TGV wynoszącej 320 km/h.
Od tego czasu kolejne kraje wdrażały systemy kolei dużych prędkości, oparte na produktach krajowego przemysłu lub pozyskanej technologii. Kolej dużych prędkości, pomyślana w dużej mierze jako metoda walki o pasażerów z transportem lotniczym i samochodowym, odniosła niezaprzeczalny sukces. W chwili obecnej koleje dużych prędkości funkcjonują w wielu krajach Europy i Azji, istnieje też wiele projektów budowy nowych linii kolei dużych prędkości.
Pomimo przewagi elektrowozów w światowych systemach kolei dużych prędkości niektóre kraje takie jak Wielka Brytania (od 1976) oraz USA (od 2018) stosunkowo od dawna używają lokomotyw spalinowych jeżdżących z prędkością 201 km/h. 

## Systemy kolei dużych prędkości
Linie KDP zaznaczone jaskrawymi kolorami. Pozostałe, ciemnoszarymi.

Osobny artykuł: Kolej dużych prędkości w Europie. (aktualne)
Azja Centralna, częściowo południowa i Bliski Wschód (aktualne)
Osobny artykuł: Kolej dużych prędkości w Azji. (aktualne)
Kolej dużych prędkości w USA (aktualne)

Mapa linii, po których kursują pociągi TGV (połączenia zaznaczone na niebiesko, czerwono i czarno)

Od początku istnienia połączenia kolei dużych prędkości służą głównie do transportu między centrami wielkich miast, takimi jak Paryż – Lyon we Francji, Tokio –  Osaka w Japonii czy Berlin – Frankfurt nad Menem w Niemczech. Jedyną istniejącą obecnie trasą KDP w Stanach Zjednoczonych jest Northeast Corridor (Boston – Nowy Jork – Waszyngton), choć w planach jest budowa wielu nowych linii tego typu. Od roku 2006 rozpoczęto w Chinach na dużą skalę budowę ogólnokrajowej sieci kolei dużych prędkości. W ciągu 5 lat (do czerwca 2011) wybudowano w Chinach 9676 km linii kolei dużych prędkości, w tym 3515 km linii, na których pociągi osiągają prędkość 300 km/h bądź większą, co plasuje Chiny na pierwszym miejscu na świecie.
Z ekonomicznego punktu widzenia, koleje dużych prędkości są zorientowane przede wszystkim na podróżujących w celach służbowych. Tym niemniej coraz powszechniejsze jest korzystanie z pociągów dużej prędkości przez pasażerów podróżujących w celach prywatnych, szczególnie wypoczynkowych. Dzięki relatywnie niskim cenom, niższym często niż w przypadku transportu lotniczego, pociągi stały się popularnym środkiem transportu.
Koleje dużych prędkości stały się również w wielu przypadkach czynnikiem przyspieszającym rozwój gospodarczy obszarów, do których docierają. W chwili obecnej niektóre planowane trasy mają za cel pierwszoplanowy połączenie obszarów wysokorozwiniętych gospodarczo z biedniejszą prowincją, jak na przykład linia Madryt – Sewilla w Hiszpanii.
W drugiej połowie 2011, zaplanowano uruchomienie najszybszej konwencjonalnej linii wysokich prędkości LGV Est, na której regularnie osiągana jest prędkość 320 km/h.

### Kolej dużych prędkości w Polsce
W 2005 zaprezentowany został projekt kolei dużych prędkości w Polsce, będący odpowiedzią na potrzebę szybkiego transportu kolejowego między największymi miastami w kraju. Budowa pierwszej linii ze stacją węzłową w pobliżu Kalisza, łączącej Warszawę, Łódź, Kalisz, Wrocław i Poznań (tzw. Linia kolei dużych prędkości Y), była pierwotnie planowana na 2014 rok.
W 2010 pojawił się projekt budowy drugiej linii kolei dużych prędkości łączącej Warszawę, Płock, Włocławek, Toruń (z odgałęzieniem do Bydgoszczy), Grudziądz, Kwidzyn, Gdańsk, Sopot i Gdynię.
W 2014 roku Polskie Koleje Państwowe rozpoczęły planową jazdę pociągów pasażerskich z prędkością 200 km/h na fragmencie Centralnej Magistrali Kolejowej.

## Galeria

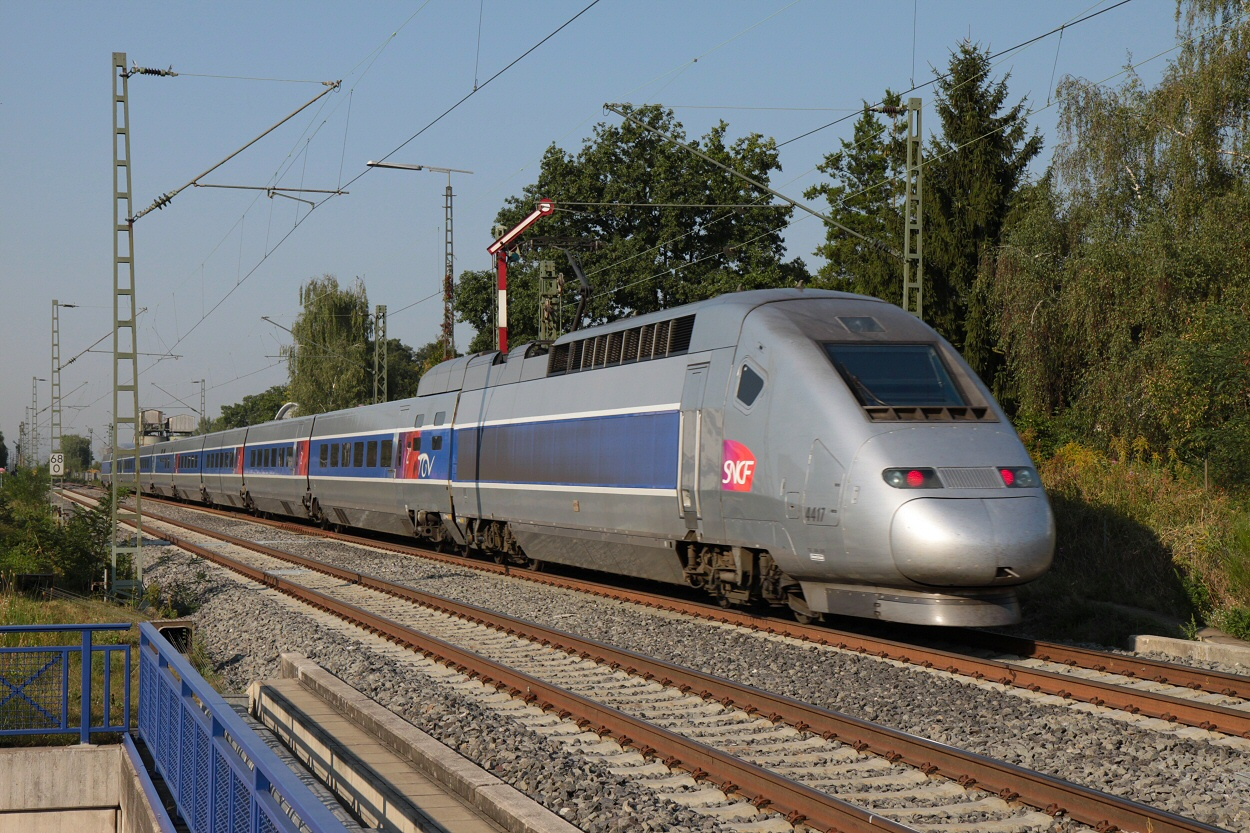
TGV POS – najszybszy na świecie skład konwencjonalny (574 km/h)
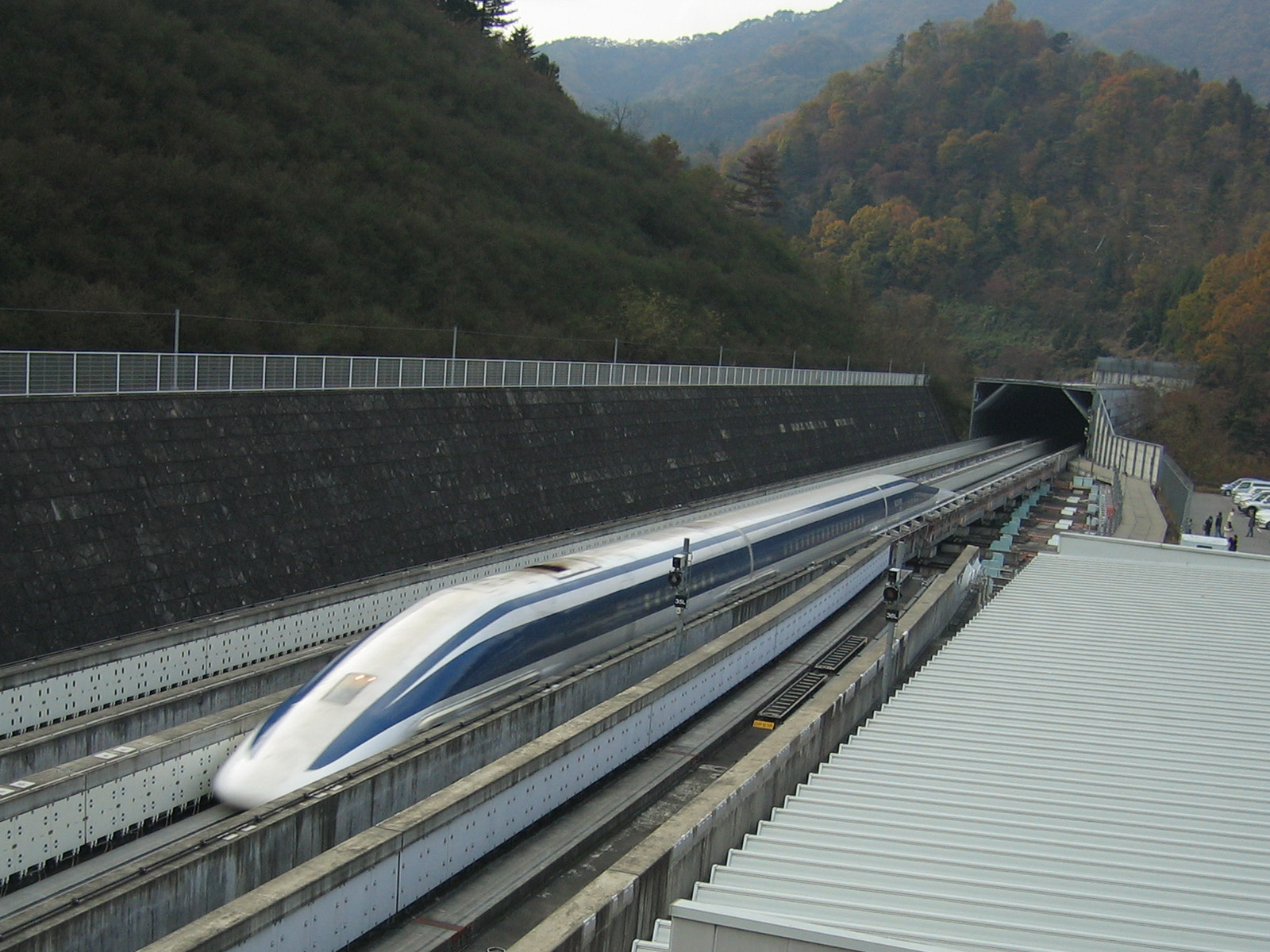
Japoński MLX01 Maglev ustanowił rekord 603 km/h
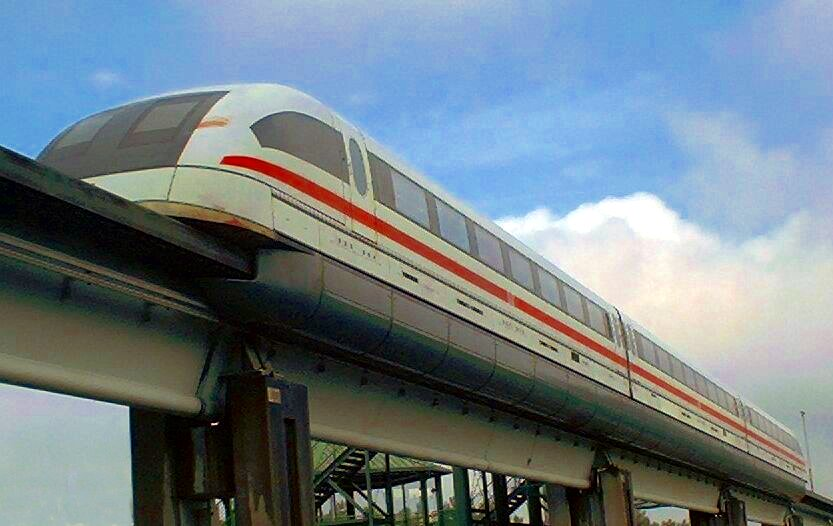
Transrapid na torze w Emsland (rekord 501 km/h)
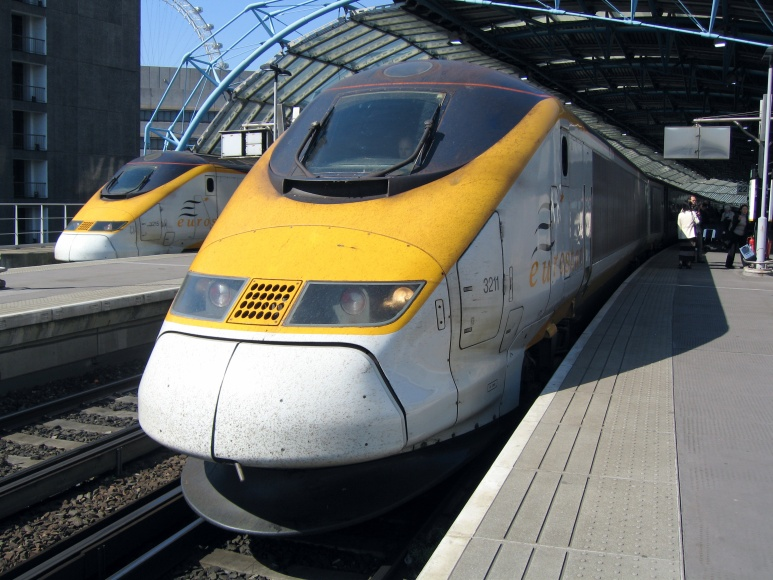
TGV serii Eurostar na dworcu w Londynie
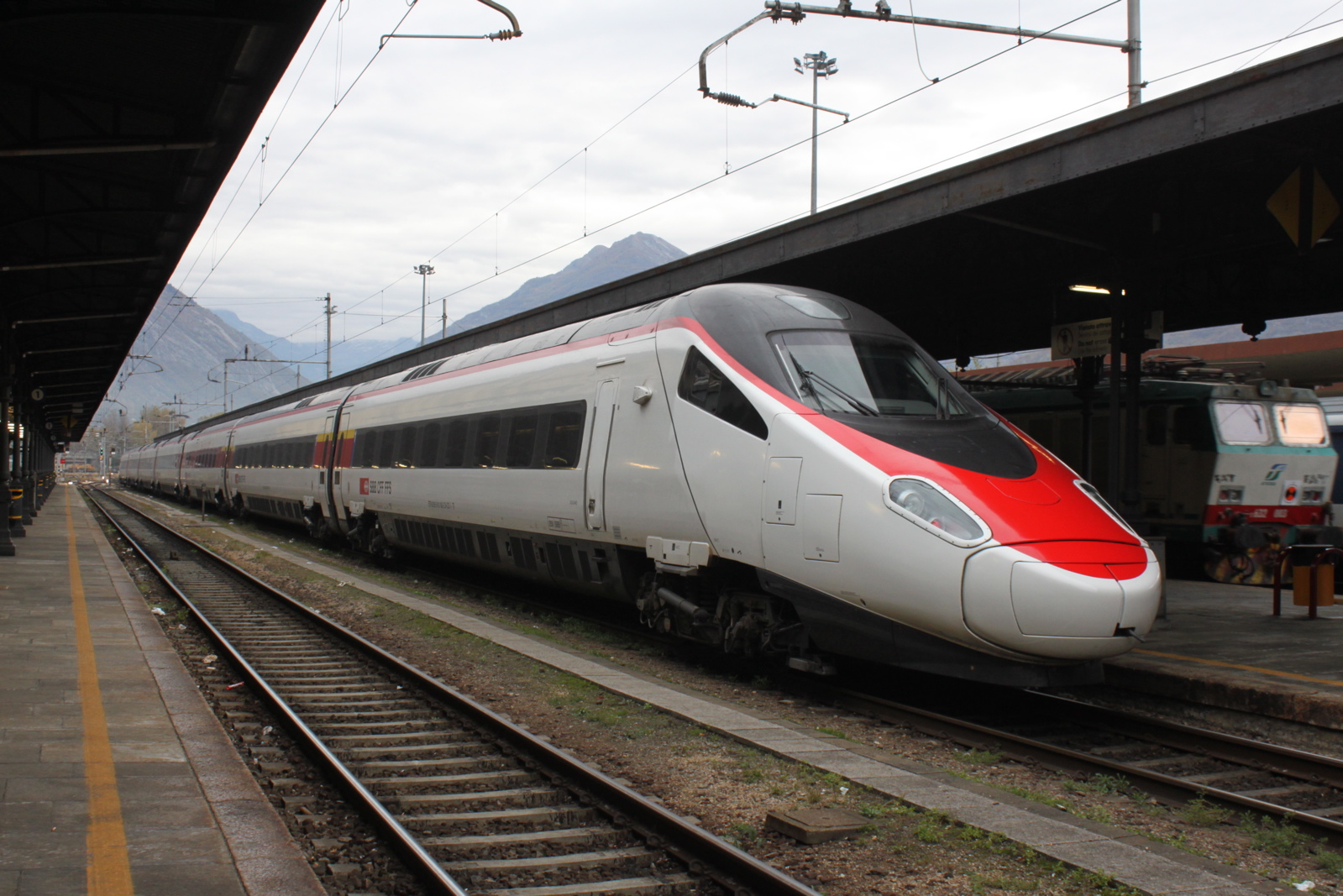
Pendolino ETR 610
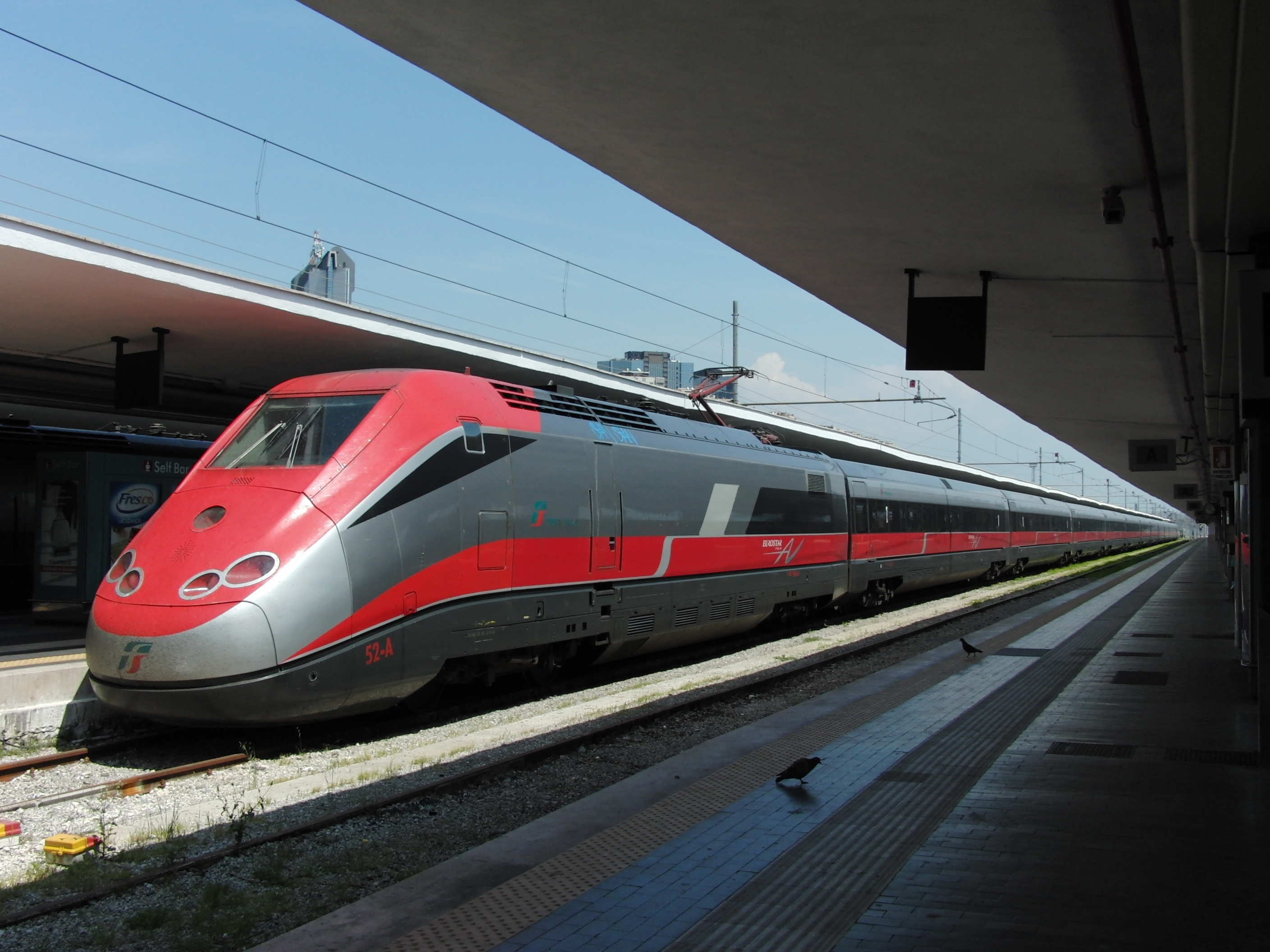
Włoski ETR 500 Frecciarossa linii Eurostar Italia
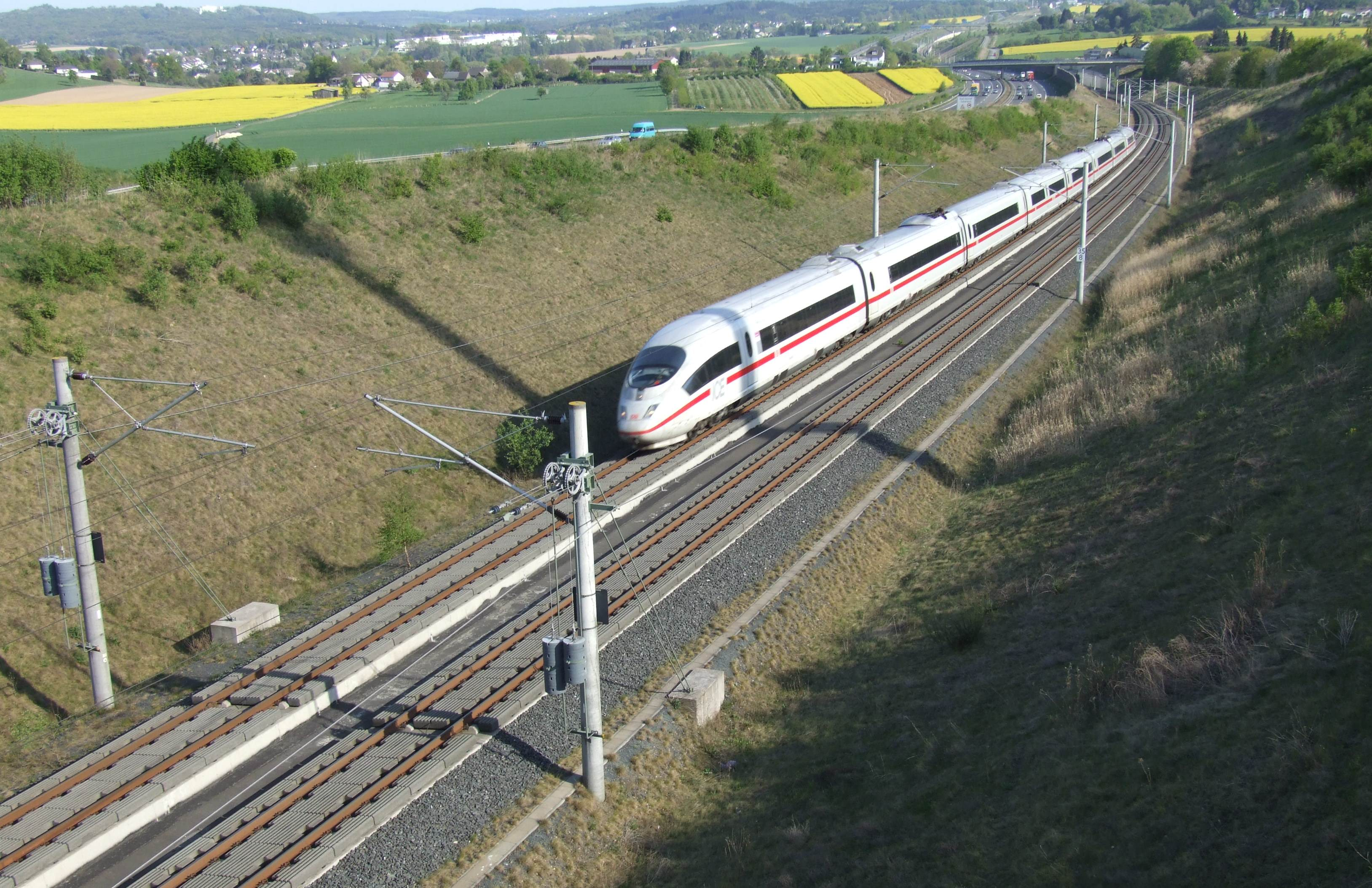
Niemiecki ICE 3 na linii Frankfurt – Kolonia
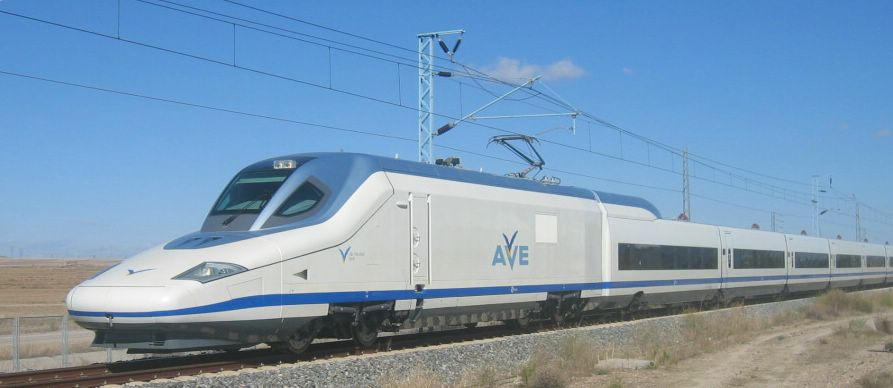
Hiszpański AVE Talgo-350
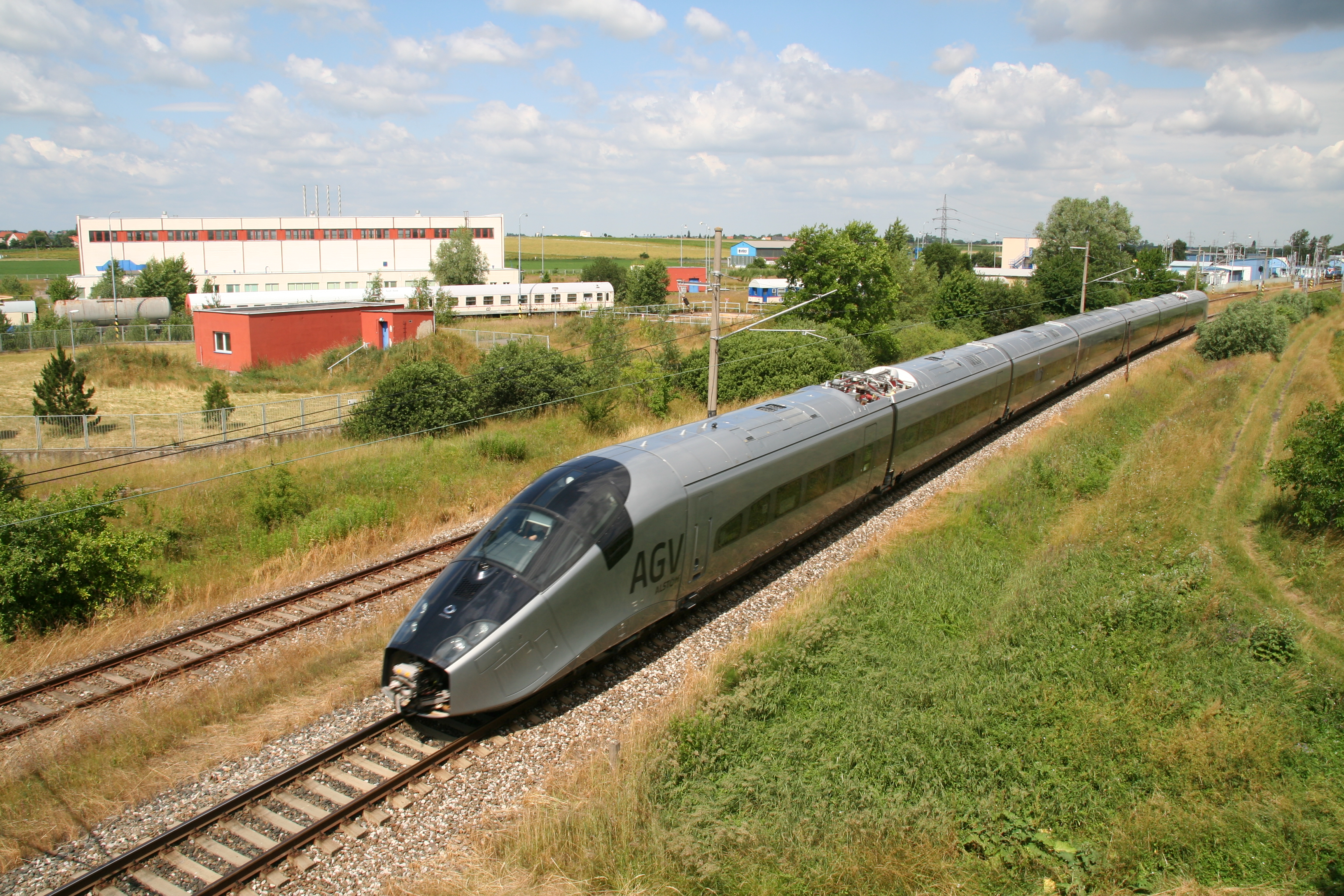
Automotrice à grande vitesse AGV na torze testowym Velim w Czechach
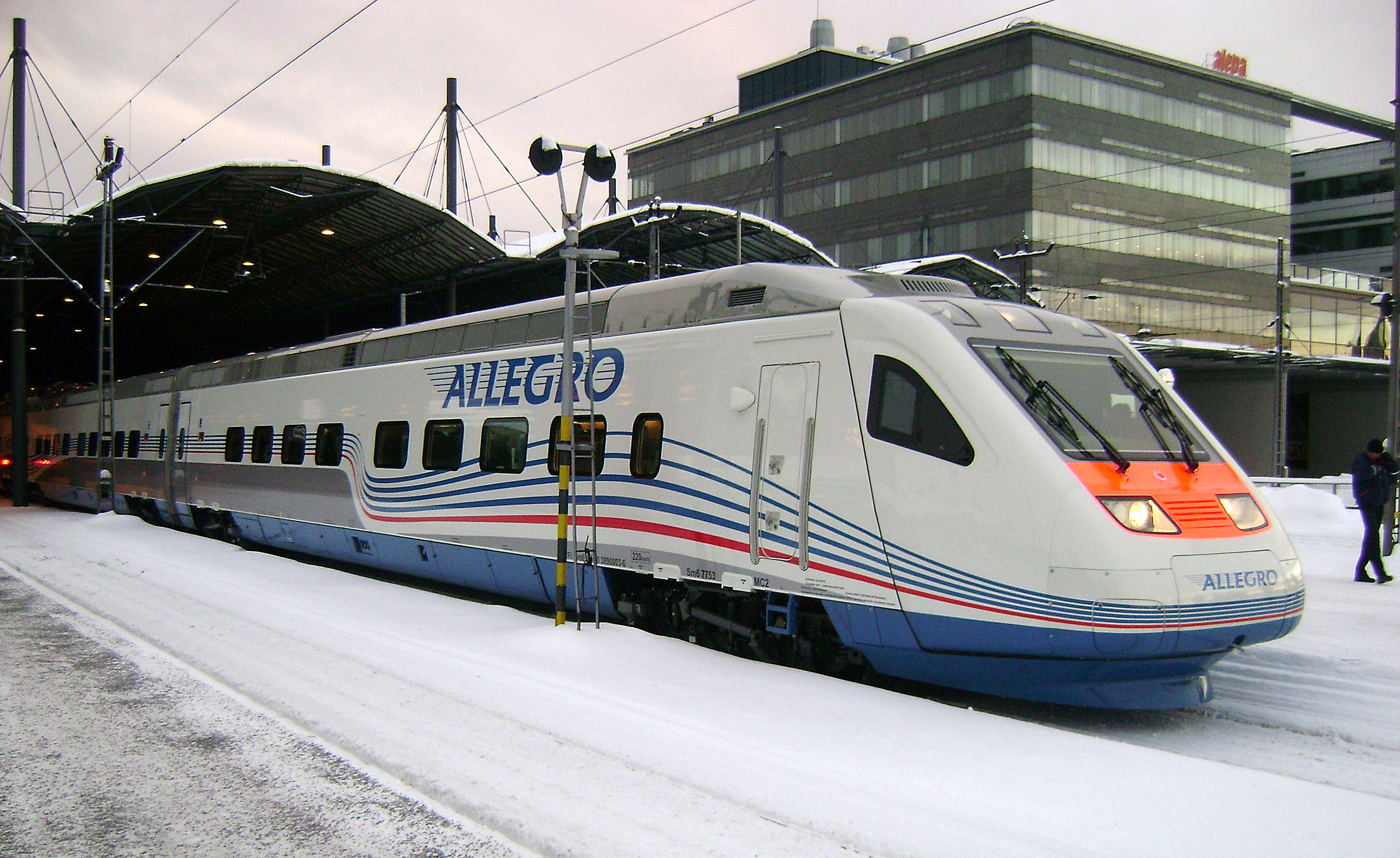
Fiński pociąg Allegro na stacji w Helsinkach
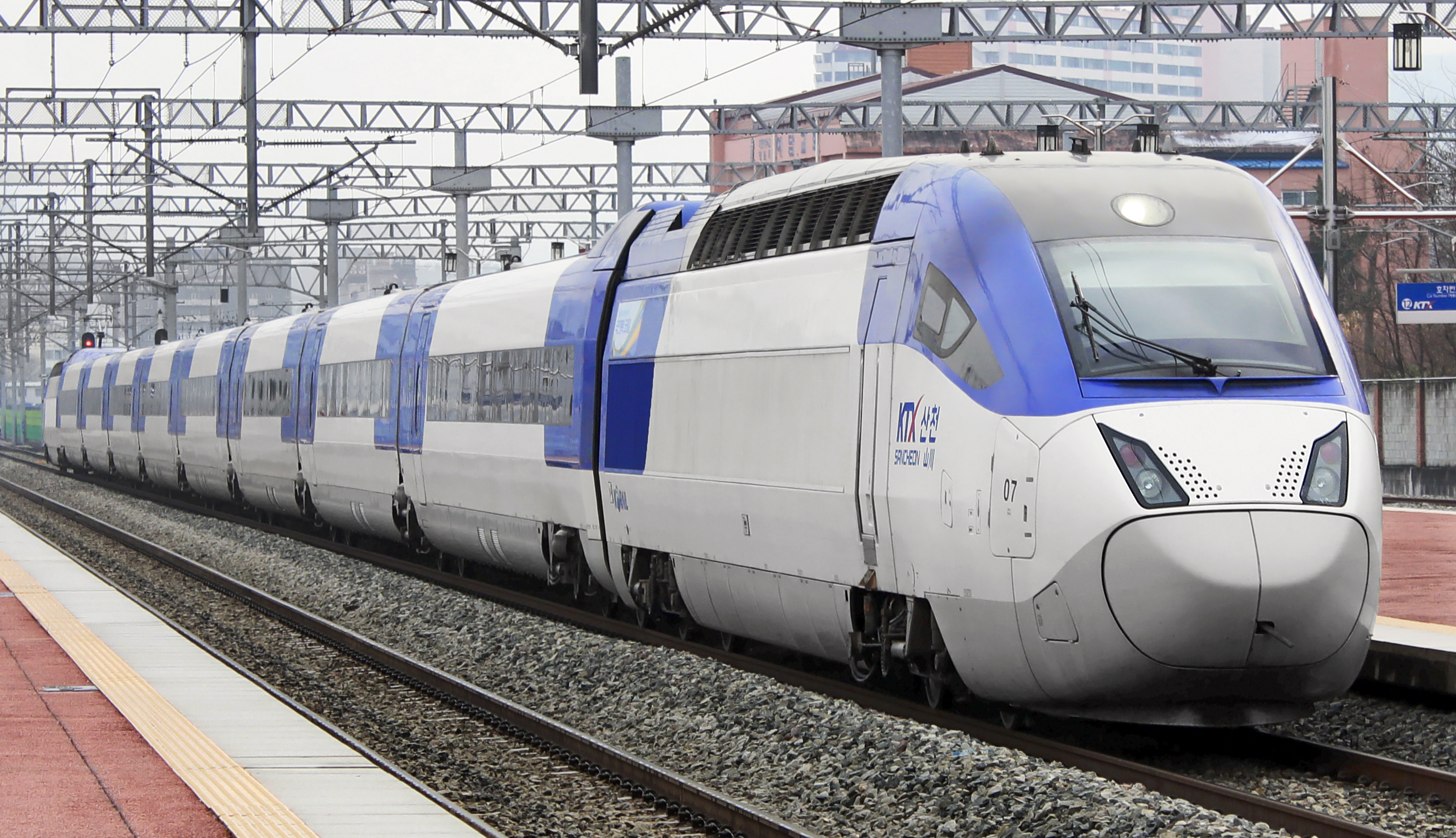
KTX(inne języki)-2 (KTX-Sancheon)
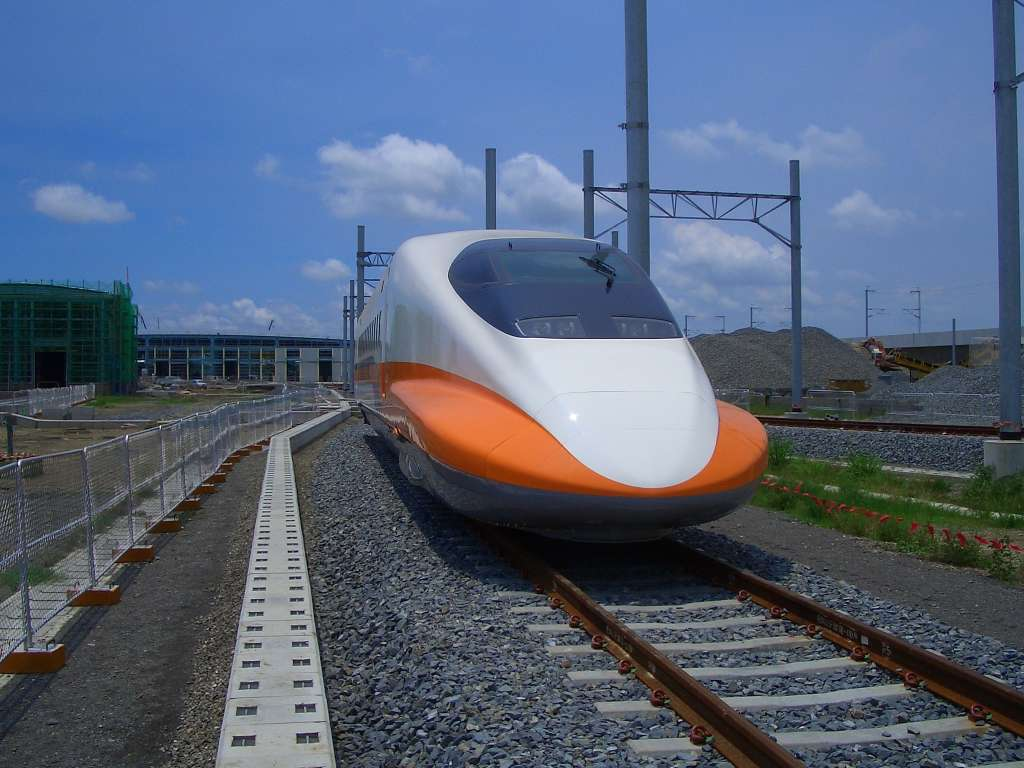
Shinkansen 700T (wersja tajwańska)
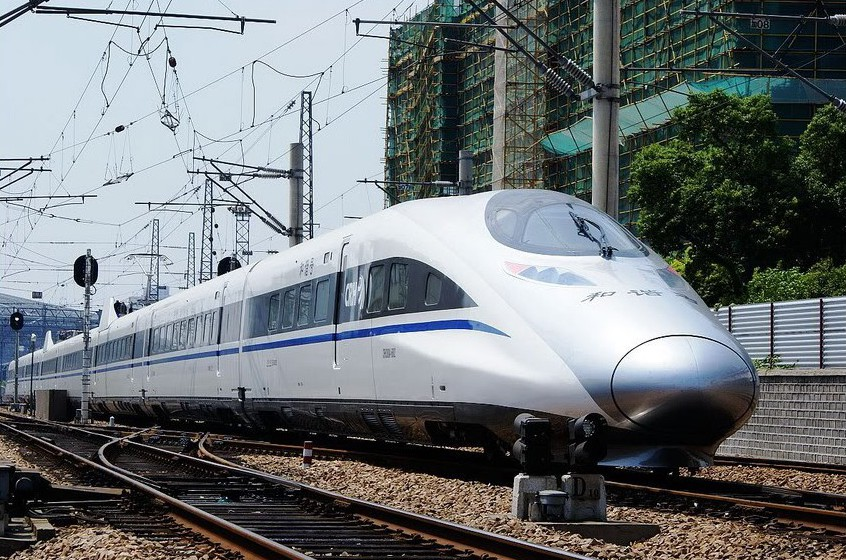
Chiński CRH380A na China Railway High-speed